# Maschane delicata
Maschane delicata är en fjärilsart som beskrevs av William Schaus 1906. Maschane delicata ingår i släktet Maschane och familjen tandspinnare. Inga underarter finns listade i Catalogue of Life.